# منى سالين

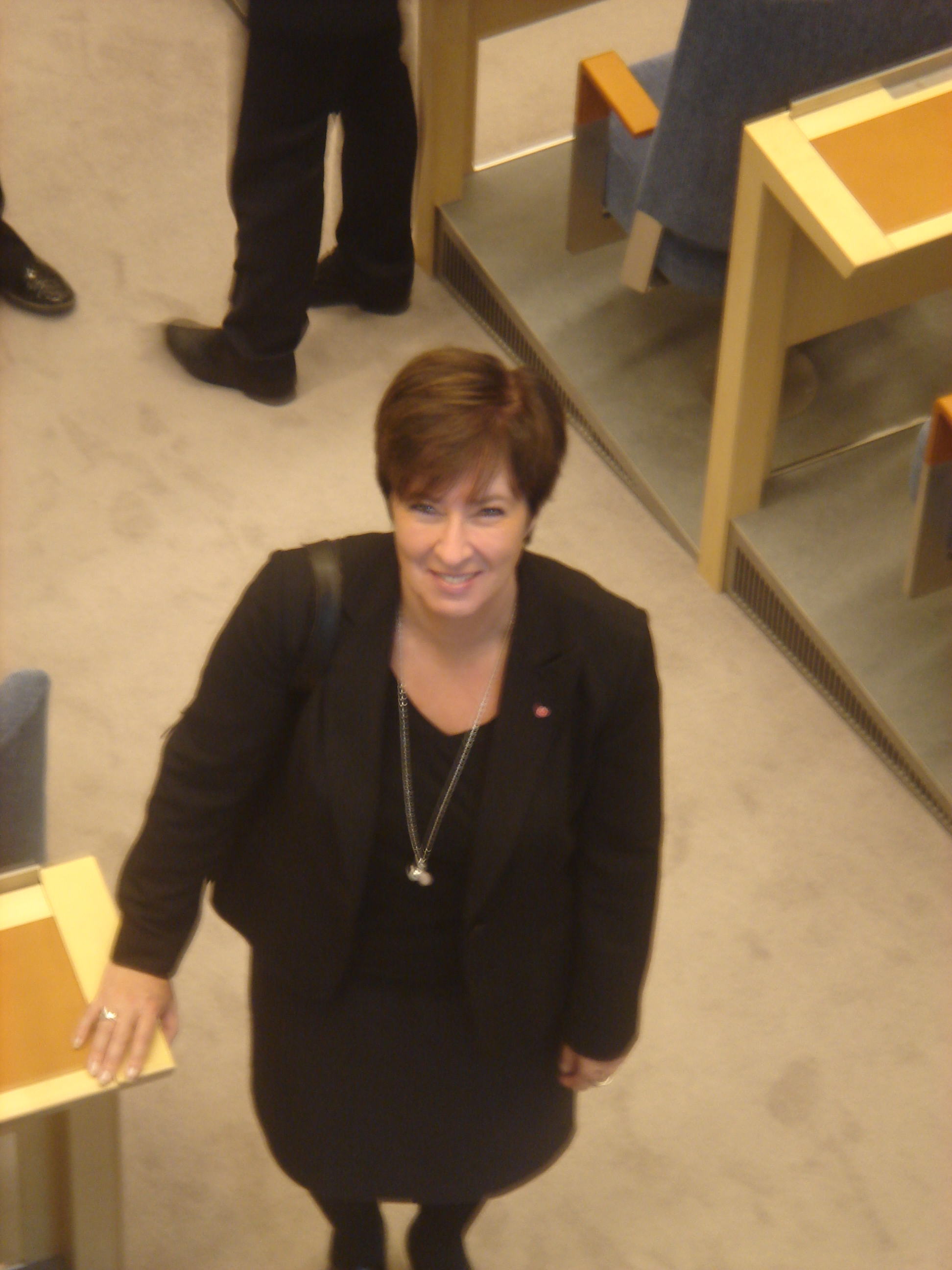
صورة لمنى سالين داخل البرلمان السويدي سنة 2010

منى إنغبورغ سالين (بالسويدية Mona Ingeborg Sahlin) هي سياسية سويدية وزعيمة حزب العمل الاجتماعي الديمقراطي (السويد) السويدي منذ 17 أذار من سنة 2007 ولدت منى سالين في 9 أذار / مارس من سنة 1957. شغلت منى سالين طوال حياتها السياسية في السويد مناصب عديدة حيث شغلت سالين منصب وزيرة التوظيف مرتين الأولى من عام 1990 إلى عام 1991 والثانية من عام 1998 إلى عام 2002 وو نائب رئيس الوزراء من عام 1994 إلى عام 1995 ووزيرة للمساواة بين الجنسين من عام 1994 إلى عام 1995 ووزيرة التكامل من عام 2000 إلى عام 2002 ووزيرة من أجل الديمقراطية والتكامل من عام 2002 إلى عام 2003 ووزيرة لشؤون الديمقراطية والتكامل والمساواة بين الجنسين من عام 2003 إلى عام 2004 وشغلت منى سالين كذلك منصب وزيرة للبيئة ما بين عامي 2004 - 2005. ووزيرة للتنمية المستدامة من عام 2005 إلى عام 2006.

## روابط خارجية
- منى سالين على موقع IMDb (الإنجليزية)
- منى سالين على موقع مونزينجر (الألمانية)